# Ritratto di Galileo Galilei
Il Ritratto di Galileo Galilei è un'opera del pittore fiammingo di epoca barocca Justus Sustermans, che ritrae l'omonimo scienziato.

## Descrizione e storia

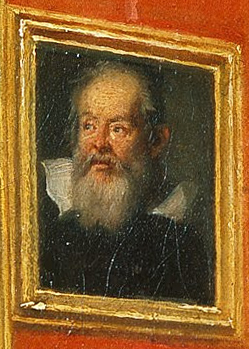
Johan Zoffany, Tribuna degli Uffizi, Suttermans

Secondo lo storico Filippo Baldinucci, questo ritratto fu dipinto nel 1636 ed inviato da Galileo Galilei in Francia a un letterato francese, ovvero Elia Diodati, ginevrino di famiglia lucchese autore della traduzione in latino della Lettera a Madama Cristina di Lorena (moglie del principe Medici) che vide la luce in seno all'edizione del Systema cosmicum, pubblicato a Strasburgo nel 1636. Lo scienziato Vincenzo Viviani lo ottenne, per inviarlo al granduca Ferdinando II de' Medici. Arrivò a Firenze nel 1645 circa e fu collocato a Palazzo Pitti. Nel 1678 circa fu assegnato alla collezione degli Uffizi. Fu esposto nella Tribuna degli Uffizi nel 1704 e nel 1763.
Di questo ritratto si conoscono varie versioni, presenti in vari musei. Il National Maritime Museum di Greenwich possiede una variante d'epoca – con Galileo che appoggia il gomito sul bracciolo di una sedia, tiene nella mano destra un telescopio e porta un anello con una pietra chiara – e anche una copia del 1879, tratta da Niccolò Cecconi dal ritratto degli Uffizi di Justus Sustermans. 
Un attento esame dell'iconografia riguardante Galilei è stato compiuto dal Tognoni.
Il ritratto di Galileo Galilei è tra le opere d'arte, allora esposte agli Uffizi, che sono state riprodotte nel dipinto di Johann Zoffany del 1776, dal titolo Tribuna degli Uffizi.

### Esposizioni
- Mostra Medicea, Firenze, 1939[4].